# 田島真也
田島 真也（たじま しんや）は、日本人の男性ファッションモデル。東京都出身。所属はナタリー（NATHALIE MODEL AGENCY PARIS）趣味は読書。特技は野球、バスケットボール。好きなアーティストは玉置浩二。ファッションショーやファッション雑誌、ファッションブランド広告のモデルとして活躍中。パリ、ミラノコレクション出演経験もある。

## 略歴
大学在学中、旅行で訪れたパリでスカウトされ、卒業後、パリに渡り本格的にモデルとして活動を開始。HERMES、LACOSTE等のショウルームでの活動を経て
ミラノコレクション、ALEXANDER McQUEENのランウェイに登場し、注目を浴びる。その後、パリのみならずイギリス、アメリカ、ドイツ等、各国の雑誌の表紙を飾る。秋冬のUNIQLOワールドキャンペーン（ロンドン、パリ、ニューヨーク、香港、ソウル、日本の全店舗で展開）のモデルを務める。
パリコレクションでTHIERRY MUGLERのモデルとして出演する。なお、このシーズンパリコレに出演する唯一の日本人モデルとなった。春のUNIQLO欧米向キャンペーン（ロンドン、パリ、NYの全店舗で展開）のモデルを務める。春夏パリコレクションでEMANUEL UNGAROのモデルとして出演し、ショウのラストを飾り注目を集める。なお、アジア人のトップモデルとして活躍してきたPHILIP HUANGが引退したため、春夏シーズン、パリコレに出演する唯一のアジア人となった。

## モデルの経歴

### 雑誌
- Dedicate Magazine（フランス）
- Zoot Magazine（イギリス）
- Style Magazine（ドイツ）
- Oyster Magazine（オーストラリア）
- Tecknikart（フランス）
- Bon MAGAZINE（スウェーデン）
- FHM FASHION ISSUE（フランス）
- Squint Magazine（ドイツ）
- Jalouse Magazine（フランス）

他多数

### ショー
- THIERRY MUGLER（パリ・コレクション）
- ALEXANDER McQUEEN（ミラノ・コレクション）
- NIKOLAJ d'ÉTOILES（ストックホルム・コレクション）
- COMME des GARÇONS SHIRT
- HERMES（ショウルーム）
- VALENTINO（ショウルーム）
- LACOSTE（ショウルーム）
- EMANUEL UNGARO（パリ・コレクション）

等ミラノ、パリにおいて多数のブランド・ファッションショー、ショウルームに出演。

### 広告
- UNIQLO（ワールドキャンペーン）
- UNIQLO（欧米向キャンペーン）